# 切爾尼希夫卡區

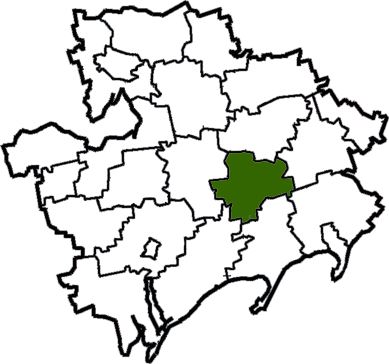
撤销前切爾尼希夫卡區在扎波羅熱州的位置

切爾尼希夫卡區（烏克蘭語：Чернігівський район），曾是烏克蘭東南部扎波羅熱州的一個區，行政中心設於切爾尼希夫卡，面積1,200平方公里，2013年人口17,859，人口密度每平方公里14.88人。
该区在2020年7月18日的乌克兰行政区划改革中被撤销，改革后扎波羅熱州下分为5个区，切爾尼希夫卡區合并至别尔江斯克区。